# Cirina orientalis
Cirina orientalis är en fjärilsart som beskrevs av Eugène Louis Bouvier. Cirina orientalis ingår i släktet Cirina och familjen påfågelsspinnare. Inga underarter finns listade i Catalogue of Life.